# Merișani
Merişani é uma comuna romena localizada no distrito de Argeş, na região de Muntênia. A comuna possui uma área de 22.12 km² e sua população era de 4750 habitantes segundo o censo de 2007.